# Amtsgericht Arys
Das Amtsgericht Arys war ein preußisches Amtsgericht mit Sitz in Arys, Ostpreußen.

## Geschichte
In Arys bestand bis 1849 das Land- und Stadtgericht Arys und danach die Gerichtskommission Arys des Kreisgerichtes Johannisburg. Im Rahmen der Reichsjustizgesetze wurden die bestehenden Gerichte aufgehoben und einheitlich Amtsgerichte gebildet. Das königlich preußische Amtsgericht Arys wurde mit Wirkung zum 1. Oktober 1879 als eines von zehn Amtsgerichten im Bezirk des Landgerichtes Lyck im Bezirk des Oberlandesgerichtes Königsberg gebildet. Der Sitz des Gerichtes war Arys. Sein Gerichtsbezirk umfasste aus dem Kreis Johannisburg den Stadtbezirk Arys und die Amtsbezirke Dombrowken, Eckersberg, Grondowken, Gutten, Mykossen, Spirding-See, Ublick und Wiersbinnen. Am Gericht bestand 1880 eine Richterstelle. Das Amtsgericht war damit ein kleines Amtsgericht im Landgerichtsbezirk.
Im Jahre 1945 wurden der Amtsgerichtsbezirk unter polnische Verwaltung gestellt und die deutschen Einwohner vertrieben. Damit endete auch die Geschichte des Amtsgerichtes Arys.